# Birmensdorf
Birmensdorf es una comuna suiza del cantón de Zúrich, ubicada en el distrito de Dietikon. Limita al norte con la comuna de Urdorf, al noreste con Uitikon, al sureste con Stallikon, Wettswil am Albis y Bonstetten, al sur con Aesch bei Birmensdorf, y al oeste con Oberwil-Lieli (AG), Berikon (AG) y Rudolfstetten-Friedlisberg (AG).

## Transportes
Ferrocarril
Existe una estación ferroviaria en la comuna donde efectúan parada trenes de cercanías pertenecientes a varias líneas de la red S-Bahn Zúrich.